# 松岡靖之
松岡 靖之（まつおか　やすゆき、1955年10月18日 -）は、日本の実業家、紀陽銀行頭取
。

## 人物・経歴
和歌山県出身。関西大学商学部卒業後、1978年に紀陽銀行に入行。
2013年に専務就任を経て、コンサルティング部門の責任者として、コンサルティングサービス全体の品質向上を主導した。2015年5月、紀陽銀行頭取に就任
。2021年6月に会長に就任。